# Johann Philipp Ruckerbauer
Johann Philipp Ruckerbauer (* 8. Februar 1663 in Sarleinsbach,  Oberösterreich; † 1. Juli 1740 ebenda) war ein österreichischer Barock-Maler.
Johann Philipp Ruckerbauer wurde als Sohn eines Fleischhauers in Sarleinsbach geboren und ist in eher ärmlichen Verhältnissen aufgewachsen. Der Passauer Kardinal Fürstbischof Johann Philipp von Lamberg förderte den künstlerisch sehr begabten Ruckerbauer. Er war vor allem im Mühlviertel tätig, aber auch andernorts; so malte er bereits sechs Seitenaltarblätter im Jahre 1699 in der Stiftskirche Ranshofen, weiters auch für das Stift Sankt Florian.

## Werke

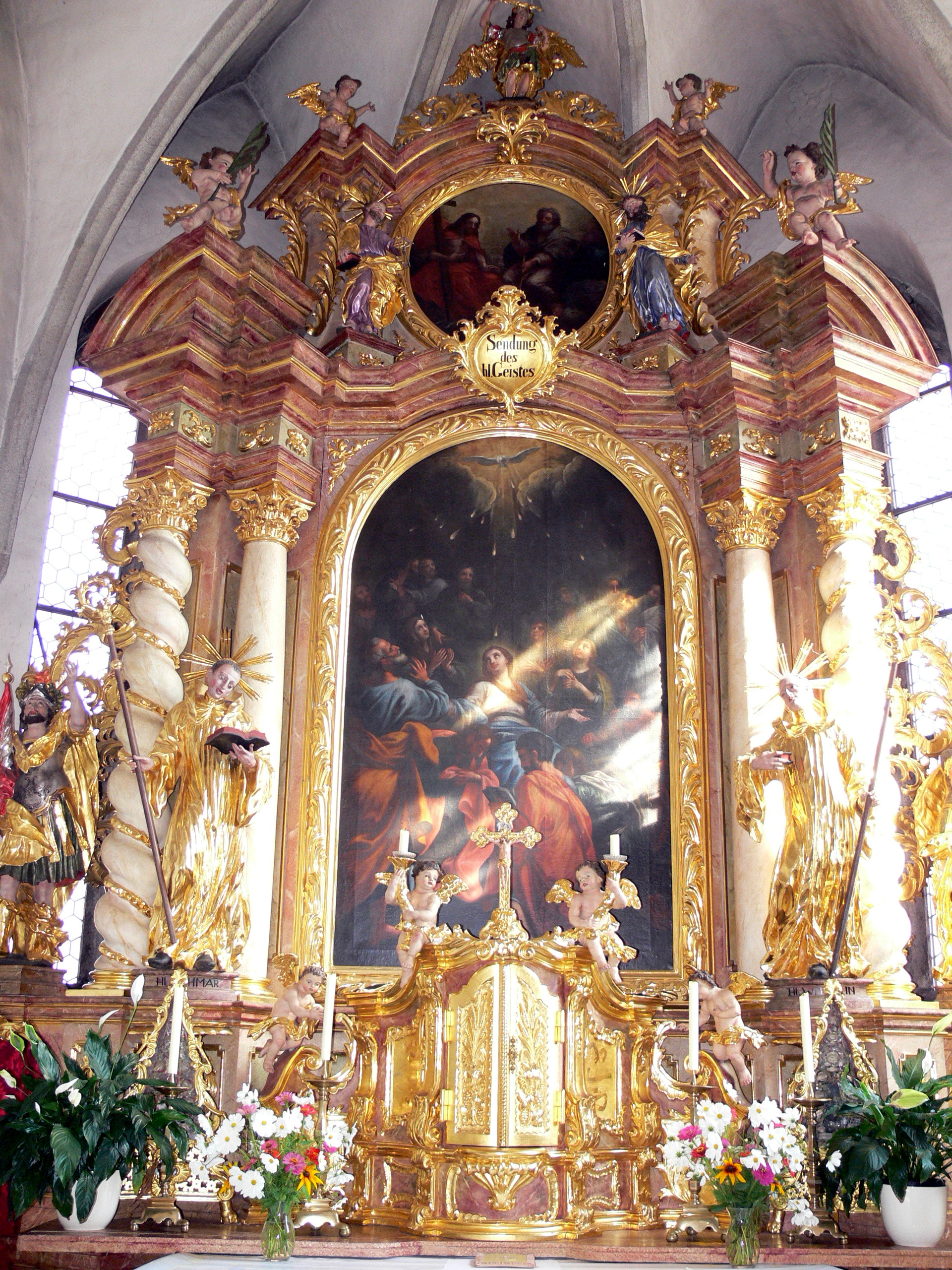
Hochaltarbild Kirchberg ob der Donau

Zu Ruckerbauers bedeutendsten Werken zählen:
- Stift Ranshofen, Seitenaltargemälde (1699)
- Stift Sankt Florian, Deckenfresken im Schlafzimmer des Propstes und in der Hauskapelle
- Schloss Weinberg, Kefermarkt, Bilderschmuck für Graf Thürheim
- Pfarrkirche Kirchberg ob der Donau, Altarbilder
- Pfarrkirche Putzleinsdorf, Hochaltarbild
- Pfarrkirche Neufelden, Hochaltarbild
- Pfarrkirche Sarleinsbach, Hochaltarbild
- Wallfahrtskirche Maria Bründl Putzleinsdorf, Hochaltarbild
- Stift Schlägl, künstlerische Gestaltung nach 1702